# Zickzackreiher
Der Zickzackreiher (Zebrilus undulatus) ist eine kleine Art in der Familie der Reiher, die zur Unterfamilie Botaurinae gerechnet wird. Die Art kommt ausschließlich in Südamerika vor.

## Erscheinungsbild und Stimme

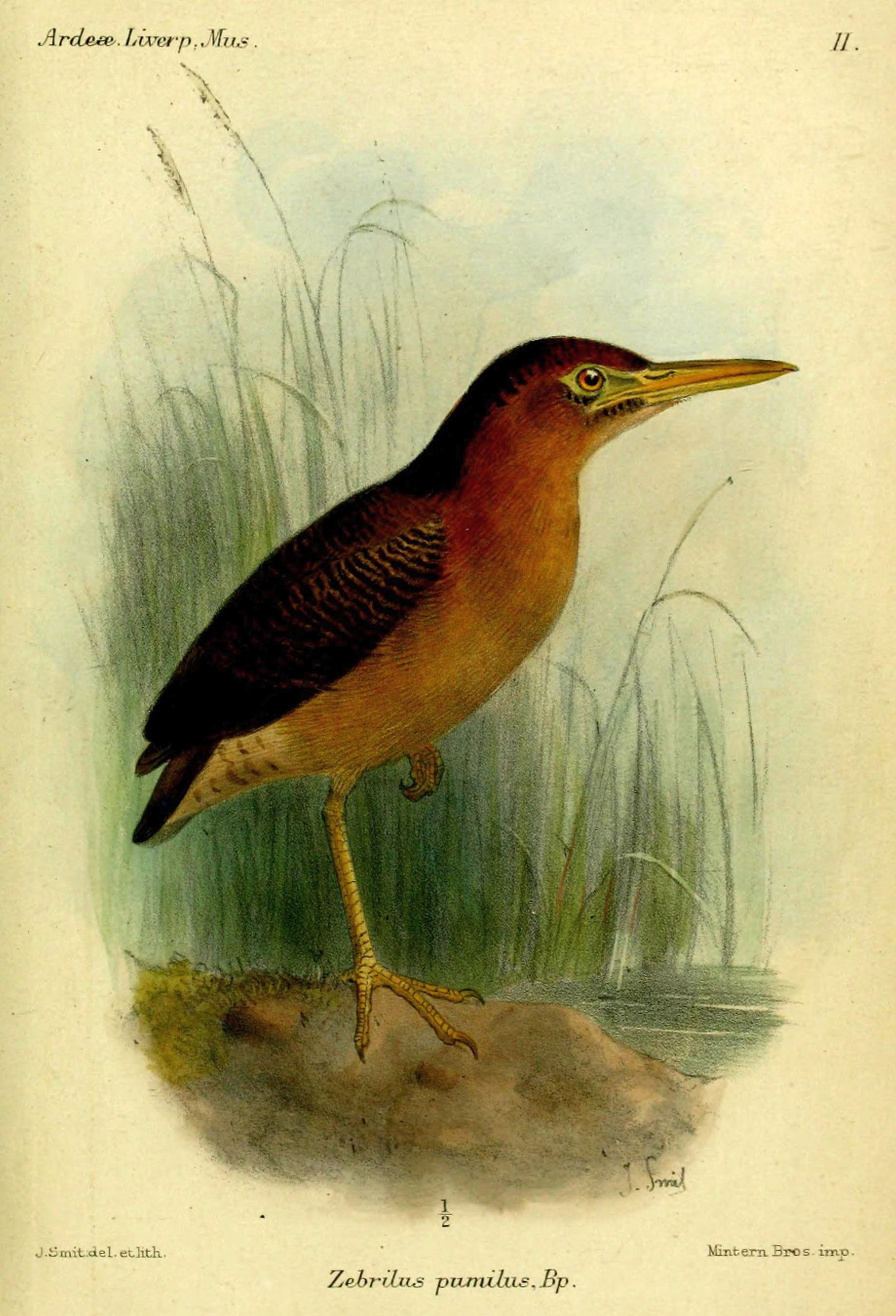
Zickzackreiher, Illustration

Der Zickzackreiher erreicht eine Körpergröße von 28 bis 30 Zentimetern und wiegt durchschnittlich 123 Gramm. Es besteht kein Geschlechtsdimorphismus. Die einzelnen, überwiegend bräunlich gefärbten Individuen zeigen jedoch eine sehr variable Gefiederfärbung.
Der Zickzackreiher hat einen schwarzen Oberkopf mit einer schwarzen Federhaube, durch die der Kopf sehr groß wirkt. Der Schnabel ist verhältnismäßig kurz und dunkel. Die Iris ist gelb. Der Rücken und die Flügel sind braunschwarz mit einer dunkleren Streifung und feinen creme-weißen Abzeichen. Die Körperunterseite ist cremefarben, mit auffälligen dunklen Längsstreifen und Längsflecken. Die Beine sind dunkelhornfarben, die Zehen sind gelb. Jungvögel unterscheiden sich von adulten Zickzackreihern durch ein stärker rötliches Gefieder. Ihr Schnabel ist gelbgrün. 
Der Zickzackreiher ist sehr ruffreudig. Die Oooop- und Ahnnn erklingen in weithin hörbaren Rufreihen. 

## Verbreitungsgebiet und Lebensraum

Verbreitungsgebiet des Zickzackreihers (grün)

Das Verbreitungsgebiet des Zickzackreihers ist die nördliche Hälfte Südamerikas. Er kommt im Osten Kolumbiens, in Venezuela, in Brasilien, Guayana, Suriname, im Norden Boliviens und Paraguays, im Osten von Peru und im Osten Ecuadors vor. Der Zickzackreiher gilt als Standvogel. Die genauen Bestandszahlen dieser Art sind nicht bekannt. Er gilt aber als eine weitverbreitete und häufige Art.
Der Lebensraum des Zickzackreihers sind tropische Wälder in der Nähe oder entlang von Flussufern und Seen. Präferiert werden Lebensräume mit langsam fließenden Fließgewässer und Baumkronen, die über das Wasser hängen sowie Ruhe- und Rastplätze in Form von freigespülten Baumwurzeln und im Wasser liegenden Baumstämmen. Sekundärhabitate sind Stillgewässer, die von Bäumen und Grasland umgeben sind. Der Zickzackreiher ist eine typische Art der Tiefebenen und hat eine Höhenverbreitung von 200 bis 500 Meter über NN.

## Lebensweise
Weder das Nahrungsspektrum noch die Fortpflanzungsbiologie des Zickzackreihers ist bislang hinreichend untersucht. Am häufigsten wird er beobachtet, wie er auf im Wasser liegenden Baumstämmen oder Wurzeln aus die Wasseroberfläche beobachtet. Entdeckt er einen Fisch, nimmt er eine waagrechte Körperhaltung ein, streckt seinen Hals vor und greift dann nach dem Fisch. Zum Nahrungsspektrum zählen außerdem Insekten. Er schreitet während der Nahrungssuche aber auch langsam durch Flachgewässer. Auf Nahrungssuche ist er überwiegend während der Dämmerung. Während der Tagesmitte ruht er gewöhnlich auf Bäumen fünf bis zehn Meter oberhalb des Erdbodens. 
Die Fortpflanzungszeit fällt in den Zeitraum April bis Juli. Er nistet einzelgängerisch und seine Nester befinden sich in Gewässernähe. Die Gelegegröße ist nicht bekannt; möglicherweise besteht das Gelege aus nur einem einzelnen, weißschaligem Ei. Die Brutzeit ist nicht bekannt. Beide Elternvögel versorgen den Jungvogel.

## Systematik
Der Zickzackreiher wurde eine Zeitlang zu den Tigerreihern eingeordnet. Genetische Untersuchungen haben jedoch festgestellt, dass die Art eher zu den Botaurinae gehört. Dies wird auch durch einige andere Charakteristika bestätigt. So haben Zickzackreiher wie die Botaurinae nur 10 Schwanzfedern, während andere Reiher-Unterfamilie 12 Schwanzfedern aufweisen. 

## Belege

### Einzelbelege
1. ↑   Kushlan et al., S. 336
2. ↑   Kushlan et al., S. 337
3. 1 2  Kushlan et al., S. 338